# Cleveland
Cleveland  é uma cidade dos Estados Unidos, no estado do Ohio. É a sede do Condado de Cuyahoga e situa-se na margem sul do Lago Erie. Foi fundada em 1796 perto da foz do Rio Cuyahoga. Tornou-se um centro manufatureiro devido a sua localização, com vários canais e entroncamentos ferroviários. Com o declínio da indústria manufatureira pesada, Cleveland diversificou sua economia, com ênfase no setor financeiro, de seguros, na área da advocacia e na saúde.
Com mais de 372 mil habitantes, de acordo com o censo nacional de 2020, é a segunda cidade mais populosa do estado e a 54ª mais populosa do país.
É onde está localizado o museu Rock and Roll Hall of Fame.

## Geografia
De acordo com o Departamento do Censo dos Estados Unidos, a cidade tem uma área de 213,6 km², dos quais 201,3 km² estão cobertos por terra e 12,3 km² (5,8%) por água.

## Demografia
Desde 1900, o crescimento populacional médio, a cada dez anos, é de 1,8%, uma vez que a sua população vem diminuindo nos últimos 60 anos.

### Censo 2020
Segundo o censo nacional de 2020, a sua população é de 372 624 habitantes e sua densidade populacional é de 1 850,8 hab/km². Houve um decréscimo populacional na última década de -6,1%, bem abaixo do crescimento estadual de 2,3%. É a segunda cidade mais populosa de Ohio e a 54ª mais populosa dos Estados Unidos, caindo 8 posições em relação ao censo anterior. A sua região metropolitana possui 2 088 251 habitantes.
Possui 198 871 residências que resulta em uma densidade de 987,8 residências/km² e uma diminuição de -4,2% em relação ao censo anterior. Deste total, 15,7% das unidades habitacionais estão desocupadas. A média de ocupação é de 2,2 pessoas por residência.

### Censo 2010
De acordo com o censo nacional de 2010, a sua população era de 396 815 habitantes, enquanto que sua região metropolitana possuía 2 250 871 habitantes. Sua densidade demográfica era de 1 857,6 hab/km². Era a 45ª cidade mais populosa do país. Possuía 207 536 residências, que resultava em uma densidade de 1 031,3 residências/km².

## Esportes

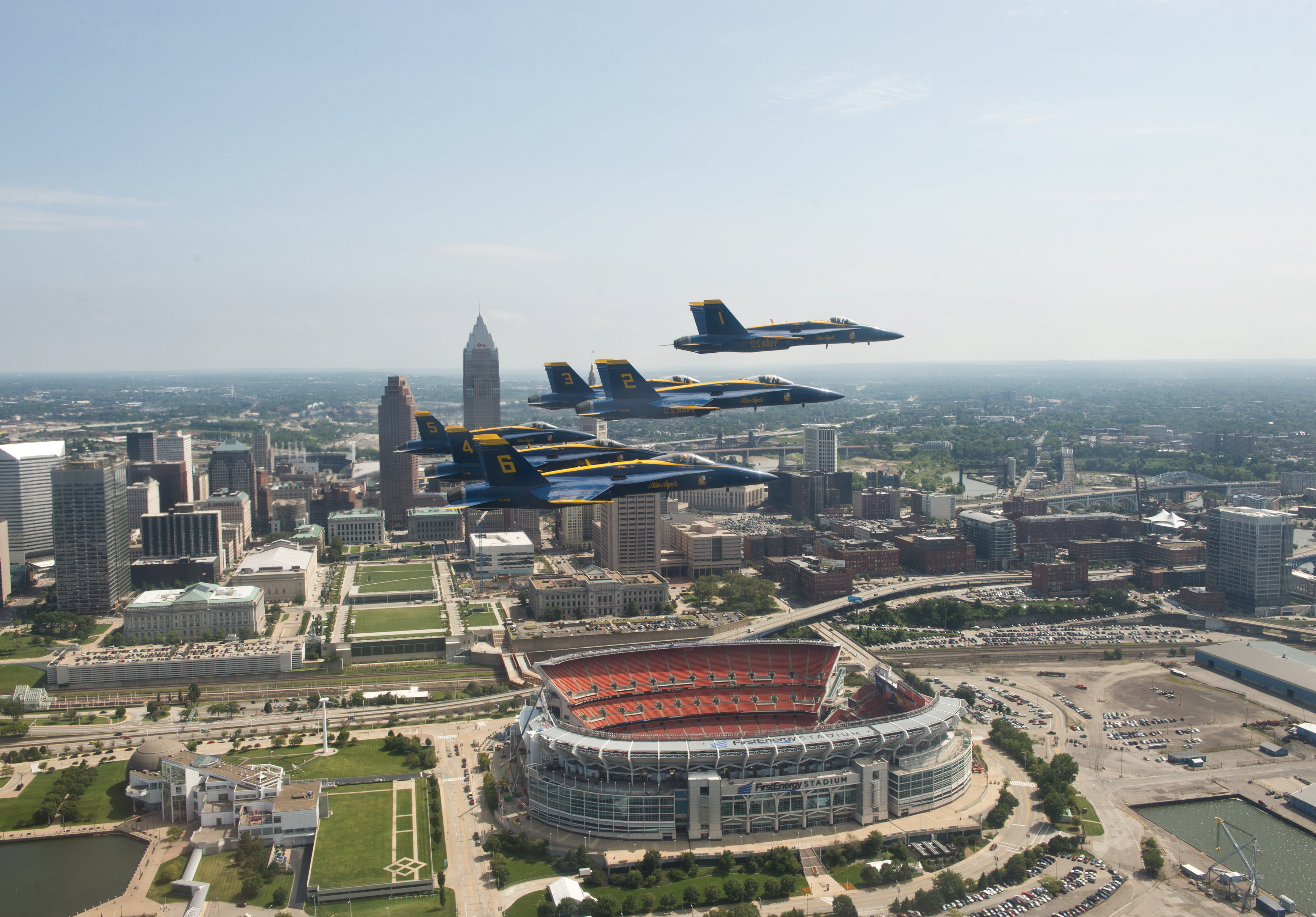
Vista aérea do FirstEnergy Stadium, casa do Cleveland Browns.

A cidade de Cleveland tem muita tradição nos esportes americanos. Hoje em dia, as principais equipes são:
Baseball:
- Cleveland Guardians - MLB

Futebol Americano:
- Cleveland Browns - NFL
- Cleveland Gladiators - AFL

Basquete:
- Cleveland Cavaliers - NBA

Hóquei no Gelo:
- Lake Erie Monsters - AHL

#### A "Maldição de Cleveland"
A cidade contou com um jejum de times que competem nas três principais categorias esportivas: baseball, futebol americano e basquete. Combinadas, essas equipes não colocavam as mãos em uma taça por 159 temporadas. Apesar de constantemente chegarem às finais, as equipes não venciam um título desde 1964. O tabu foi quebrado em 2016, quando os Cavs (Cleveland Cavaliers) liderados por LeBron James e Kyrie Irving, foram campeões da NBA com uma virada inédita na história da competição.

## Cultura
- Os Bone Thugs-n-Harmony, um dos grupos de rap mais famosos do mundo em rimas vem dessa cidade.
- A banda de metal industrial Mushroomhead nasceu em Cleveland.
- É a residência atual de Bill Watterson, autor da tira de jornal Calvin e Hobbes.
- Outras bandas como: Dead Boys e Pere Ubu também nasceram em Cleveland, no final da década de 1970, famosa pela ascensão do punk. Da mesma forma, lá nasceu Trent Reznor e sua banda Nine Inch Nails, famosa nos anos 90, e Derrick Green, da banda brasileira Sepultura. Mesmo assim, o resto da cena musical roqueira da região é considerada fraca.
- Ex membros do Guns N' Roses, Steven Adler e Gilby Clarke, nasceram em Cleveland.
- Os superstars da WWE The Miz e Dolph Ziggler nasceram em Cleveland.
- O rapper Machine Gun Kelly ou MGK nasceu em Cleveland.
- O físico Donald Arthur Glaser (1926),  Prémio Nobel de Física de 1960, nasceu em Cleveland.
- O rapper Kid Cudi nasceu em Cleveland.
- A famosa atriz Isabela Merced nasceu nesta cidade em 2001.

## Marcos históricos
O Registro Nacional de Lugares Históricos lista 260 marcos históricos em Cleveland. O primeiro marco foi designado em 6 de fevereiro de 1973 e o mais recente em 22 de fevereiro de 2021, o Midtown Historic District. Existem três Marco Histórico Nacional na cidade.